# Berga (Högsby)
Berga ist ein Ort (tätort) in der Provinz Kalmar län und der historischen Provinz Småland. Der Ort befindet sich in der Gemeinde Högsby und hat etwa 700 Einwohner. Der Zentralort der Gemeinde, Högsby, liegt etwa fünf Kilometer südlich von Berga.
Berga liegt am gemeinsamen Riksväg 34/37 und ist ein kleiner Eisenbahnknoten. Hier treffen sich die Bahnstrecke Nässjö–Oskarshamn und die Bahnstrecke Kalmar–Berga. Personenzüge,  die Veolia Transport betreibt, verbinden Kalmar mit Linköping.